# Svédország himnusza
A Du Gamla, Du Fria kezdetű ének a svéd nemzeti himnusz.

## Története
A svéd himnusz eredete a 19. századra vezethető vissza. A szöveget Richard Dybeck, egy svéd költő és zenész írta 1844-ben. Dybeck a hagyományos svéd népi dallamokból merített ihletet, és beépítette azokat a költeményébe, amely a nemzet természeti szépségét, rugalmasságát és szabadságát ünnepelte. A himnusz zenéje kezdetben nem volt rögzítve. Több hagyományos svéd népi dallamot játszottak a szöveghez, és a himnusz különböző változatait énekelték különböző területeken. Ez az alkalmazkodóképesség lehetővé tette a regionális változatok kialakulását, ami jól mutatja Svédország sokszínűségét. Az 1860-as évekre már széles körökben ismert volt, és több dalolóban is megjelent a himnusz szövege. A nép véleménye többször is változott a himnusszal kapcsolatban, a dalolókban 1890-körül hazafias dalként kategorizálták, majd később, az 1920-as években népdalként, ekkoriban a nép nem tartotta himnusznak valónak a dalt. 1899-ben egy pályázatot írtak ki a nemzeti himnusz kiválasztására, és bár meg is nyerte egy Verner von Heidenstam által írott dal, de végül nem lett belőle semmi. A himnuszt először 1933-ban adták elő szimfonikus zenekar kíséretével. Mikor a nép kezdte nem hivatalosan kiválasztani a himnuszt, több költő is megpróbálkozott hozzákölteni néhány versszakot, vagy átírni egyet-egyet, mivel nem tartották elég patriotikusnak a dalt, ez valamennyire igaz is, hiszen a költő inkább egy skandinavista, verset akart, tehát az összes skandináv népet dicsérté Svédország helyett, viszont ezeket az átírásokat végül nem fogadták el hivatalosan, így máig az eredeti szöveget énekli a nép. A Svéd himnusz abból a szempontból különleges, hogy nincs hivatalos státusza, soha nem tettek semmilyen dalt a himnuszukká, az egyetlen hivatalos szerű elfogadása, az az volt, amikor a király felállt, mikor a dal lejátszódott, de egy 2000-ben történt gyűlésen, amikor a himnusz mivoltáról szavaztak, végül úgy döntöttek, hogy felesleges hivatalosan, a himnuszukká tenni, hiszen a nép már kiválasztotta.

## A szöveg és fordítása
| svéd | magyar |
| Du gamla, Du fria, Du fjällhöga nord Du tysta, Du glädjerika sköna! Jag hälsar Dig, vänaste land uppå jord, /: Din sol, Din himmel, Dina ängder gröna. :/ Du tronar på minnen från fornstora dar, då ärat Ditt namn flög över jorden. Jag vet att Du är och Du blir vad du var. /: Ja, jag vill leva jag vill dö i Norden. :/ Jag städs vill dig tjäna mitt älskade land, din trohet till döden vill jag svära. Din rätt, skall jag värna, med håg och med hand, /:din fana, högt den bragderika bära. :/ Med Gud skall jag kämpa, för hem och för härd, för Sverige, den kära fosterjorden. Jag byter Dig ej, mot allt i en värld /: Nej, jag vill leva jag vill dö i Norden. :/ Megjegyzés: A két utolsó szakasz később született (1910-ben) és igazából nem tekintik a himnusz részének, s ezért csak nagyon ritkán éneklik. | Ó, te jó öreg, te szabad, hegyekkel szabdalt északi föld Te csendes, örömökkel teli szépség! Tisztelgek előtted, Te vagy a szívemnek legkedvesebb ország a földön /: A napod, az eged, zöld tájaid. :/ Emlékeink ura vagy a régi nagy idők óta Amikor neved dicsőn söpört végig a földön. Tudom, hogy az vagy és annak maradsz, ami vagy. /: Igen, én északon akarok élni és meghalni! :/ Csak Téged akarlak szolgálni, szerelmetes hazám, Hűséget esküszom neked halálomig Kiállok érted testemmel lelkemmel, /: Fáradhatatlanul viselem zászlódat :/ Isten oldalán harcolok hazámért és otthonomért, Svédországért, drága hazámért a földön Téged nem cserélnélek el semmiért a világon /: Nem, én északon akarok élni és halni:/ (Szerkesztő:Crusader szabadfordítása) |

## Külső hivatkozások
- A himnusz teljes szövege zenével